# Língua tapirapé
Tapirapé ou tapi'irape (apyãwa) é uma língua indígena brasileira pertencente ao tronco Tupi que é falada nas proximidades do rio Araguaia, na fronteira entre os estados de Mato Grosso e Tocantins. O idioma, que conta com cerca de 760 falantes pertencentes à etnia Tapirapé, é classificado como vulnerável de acordo com a UNESCO.

## Etimologia
O termo "Tapirapé", de origem na língua tupi, significa "caminho da anta" (tapi'ira, anta + apé, caminho). Essa é a forma pela qual os povos indígenas ancestrais chamavam a Via Láctea, e é o nome dado ao povo pelos estrangeiros (mãira). Apesar de não ser a maneira pela qual esses indígenas chamavam a si mesmos (apyãwa), o termo passou a ser usado por eles como uma forma de identificá-los e de denotar a língua que falam, tanto na língua portuguesa quanto, frequentemente, na própria língua tapirapé.

## Distribuição
Atualmente, os falantes da língua tapirapé vivem em duas Terras Indígenas (TI), a Terra Indígena Tapirapé/Karajá e a Terra Indígena Urubu Branco. Ambas localizam-se em uma região da floresta amazônica às margens do rio Tapirapé, afluente do rio Araguaia, no Nordeste do Mato Grosso.

### TI Tapirapé/Karajá
Localizada na foz do rio Tapirapé, nos municípios de Luciara e Santa Terezinha (MT), a Terra Indígena Tapirapé/Karajá é o espaço de habitação mais antigo dos Tapirapés. Nessa região, coabitada pelos Karajás, os indígenas são geralmente trilíngues, dominando as línguas tapirapé e karajá como línguas maternas e a língua portuguesa como língua estrangeira. A TI compreende as aldeias Itxalá, Hawalora e Majtyritãwa, sendo esta última a de maior concentração dos falantes da língua tapirapé.

### TI Urubu Branco
Esta região, reconquistada mais recentemente pelos Tapirapés, situa-se aproximadamente 180 quilômetros a oeste do território Tapirapé/Karajá, entre os municípios de Santa Terezinha, Confresa e Porto Alegre do Norte. Contemplando as aldeias de Akara'ytãwa, Tãpiparanytãwa, Tãpi'itãwa, Towãjaatãwa e Wiriaotãwa, o TI tem como ponto central a Serra do Urubu branco, de grande importância cultural aos Tapirapés.
Em contraste com a Terra Tapirapé/Karajá, o Território Indígena Urubu Branco é ocupado majoritariamente pelos Tapirapés, logo os habitantes da TI são, em sua maioria, bilíngues, dominando o tapirapé como língua materna e o português como língua estrangeira.

### Línguas Relacionadas
A língua tapirapé, em virtude das semelhanças culturais, geográficas e linguísticas dos seus falantes com outras etnias, é classificada como uma língua Tenetehara, assim como as línguas tenetehara, avá-canoeira, parakanã, suruí-aikewara e asuríni do Tocantins, sendo que esta última apresenta diversas semelhanças com o tapirapé em relação aos padrões vocálicos. Nessa família linguística pode-se distinguir algumas características em comum em relação ao Proto-Tupi, como:
1. Permanência das consoantes finais, podendo ou não haver modificações estruturais;
2. Transformações em fonemas:
  1. /pw/ é transformado em /kw/;
  2. /pj/ é transformado em /tx/ ou /ts/;
  3. /j/ pode ser substituído por /tx/, /ts/, /s/ ou /z/.

Ademais, a língua tapirapé não possui dialetos internos ou outra língua da qual ela pode ser considerada um dialeto.

## Fonologia
A fonologia da língua tapirapé é uma herança distante dos falantes do Proto-Tupi. Dentre seus principais aspectos, pode-se destacar a forte presença dos processos de alternância e nasalidade nas vogais.

### Vogais
Ao contrário da maioria das línguas da família Tupi-Guarani, os Tapirapés fazem uso de 5 fonemas vocálicos, contrariando o sistema predominante na família de 6 fonemas vocálicos.
|             | Anterior | Central | Posterior |
| ----------- | -------- | ------- | --------- |
| Fechada     | i        | ɨ       |           |
| Semifechada |          |         | o         |
| Média       | e        |         |           |
| Aberta      |          | a       |           |

O fonema vocálico /a/ é realizado de forma central, aberta e não-arredondada, sendo o fonema [a] sua correspondência no Alfabeto Fonético Internacional (AFI). Exemplo:
- marare (gado): /maɾaɾe/;[10]

O fonema vocálico /ɨ/, na maioria das vezes, é realizado de maneira central, fechada e não-arredondada, o que corresponde à partícula fonética [ɨ] no AFI. Note que, em virtude da variação da altura da língua na emissão dos fonemas vocálicos, essa representação também contempla o fonema [ə], vogal central, média e não-arredondada. Exemplo:
- my (pé): /mɨ/ (O fonema /ɨ/ é representado como "y" na escrita tapirapé);[10]

O fonema vocálico /e/, em geral, representa a vogal anterior, média e não-arredondada ɛ, podendo englobar, de acordo com a variação de altura da língua, a vogal anterior, semifechada e não-arredondada [e]. Exemplo:
- tapi'irape (Tapirapé): /tapiʔiɾapɛ/;[10]

O fonema vocálico /i/ representa a vogal anterior, fechada e não-arredondada, ou seja, o fonema [i], de acordo com o quadro fonético do AFI. Exemplo:
- ãpi (fruta vermelha): /ãpi/;[10]

Ao contrário dos demais fonemas vocálicos, a natureza da partícula fonética /o/ é controversa, pois ela é tida como uma interpretação do conjunto de vogais u, [o] e ɔ, todas elas vogais posteriores e arredondadas: fechada, semifechada e semiaberta, respectivamente. É incerto se há uma influência fonética e lexical na escolha da vogal na fala, porém é possível notar um certo grau de subjetividade pelos falantes da língua tapirapé. Paralelamente, a escolha do fonema /o/ como representante desse conjunto é influenciada pela evolução vocálica do Asuríni, língua semelhante, onde neutralizou-se o fonema [u] do Proto-Tupi em [o]. Exemplo dessa ambiguidade:
- ixoro (boca dele): /itʃoɾɔ/ ou /itʃuɾu/, de acordo com dois falantes distintos de tapirapé.[10]

#### Nasalidade
As vogais nasais do idioma tapirapé são semelhantes às suas contrapartes orais, geralmente havendo um posicionamento mais alto e posterior da língua na emissão desses fonemas. O frequente fenômeno da nasalização, aparentemente espontâneo, ocorre em virtude de um certo fator de compacidade, em um processo diacrônico: ao longo da História dos povos Tapirapés, houve uma gradual substituição fonética, que resultou em um grau de nasalidade mais frequente, principalmente na vogal /ã/:
| Proto-Tupi | Tapirapé |
| ---------- | -------- |
| *u         | o        |
| *o         | a        |
| *a         | ã        |

Outro aspecto relevante desse fenômeno é que, com exceção do fonema /ã/, em posições finais e tônicas as vogais nasais geralmente apresentam um grau de nasalidade mais fraco, praticamente inaudível, porém ainda presente.
Ademais, a nasalização não tem relação com a tonicidade de uma palavra, pois a nasalidade é determinada pela estrutura inerente aos morfemas, como radicais e sufixos. Apesar disso, é possível observar casos em que uma vogal originalmente oral pode ser nasalizada, como casos nos quais a vogal precede uma consoante nasal (/m/ ou /n/).

### Consoantes
O sistema de consoantes da língua tapirapé é relativamente simples, pois há 12 fonemas consonantais no total.
|                         | Bilabial | Alveolar | Pós-Alveolar | Velar | Glotal |
| ----------------------- | -------- | -------- | ------------ | ----- | ------ |
| Plosiva                 | p        | t        |              | k     | ʔ      |
| Plosiva labializada     |          |          |              | kʷ    |        |
| Nasal                   | m        | n        |              | ŋ     |        |
| Vibrante simples        |          | ɾ        |              |       |        |
| Africada                |          |          | tʃ           |       |        |
| Fricativa               |          |          |              |       | h      |
| Aproximante labializada |          |          |              | w     |        |

Esses sons assilábicos podem ser divididos em duas categorias principais:
- Sons iniciais, que podem ser emitidos apenas no início de uma sílaba, mas não no seu final. Estão contidas nessa categoria as consoantes /ʔ/, /ɾ/, /tʃ/, /h/, /w/ e /kʷ/, sendo que esta última é pouco usual.

- Sons ubíquos, ou seja, aqueles que podem ocorrer tanto no início quanto no final de uma sílaba. Nessa categoria enquadram-se os fonemas /p/, /t/, /k/, /m/, /n/ e /ŋ/. Ademais, os sons /p/ e /t/ não ocorrem no final de uma palavra após uma vogal nasal, constituindo uma exceção a essa categorização.

Nesse contexto, ainda, é comum o fenômeno de alternância consonantal, onde as plosivas bilabial (/p/) e alveolar (/t/) são alternadas com suas correspondentes nasais, ou seja, /m/ e /n/, respectivamente. Esses fonemas nasais, paralelamente, podem ser alternados para a aproximante labiovelar (/w/) e a vibrante simples alveolar, nessa ordem. Dessa maneira, percebe-se uma estabilidade maior no lugar do que no modo de articulação, pois este varia enquanto as posições bilabial e alveolar são mantidas. Exemplo:
- [awowot] ~ [awowon] ("está inchado") — ocorre a alternância de consoantes plosivas.

## Ortografia
A língua dos Tapirapés era originalmente uma língua apenas oral, não havendo um sistema de escrita específico para o idioma. No entanto, devido ao contato com os colonizadores portugueses, a língua passou a ser representada pelo sistema de escrita latino, apresentando muitas semelhanças com a escrita da língua portuguesa, em especial o que é atualmente o português brasileiro. Na escrita tapirapé estão presentes 18 grafemas, sendo que 12 são consonantais e 6 são vocálicos.
| Letra | Valor fonético | Exemplo na língua portuguesa |
| ----- | -------------- | ---------------------------- |
| Aa    | /a/            | carro                        |
| Ee    | /e/, /ɛ/       | aberto                       |
| Gg    | /ŋ/            | hang (língua inglesa)        |
| Hh    | /h/            | hope (língua inglesa)        |
| Ii    | /i/            | pilha                        |
| Jj    | /i/            | pilha                        |
| Kk    | /k/            | casa                         |
| Mm    | /m/            | maçã                         |
| Nn    | /n/            | banana                       |
| Oo    | /o/, /u/, /ɔ/  | ponte                        |
| Pp    | /p/            | tempo                        |
| Rr    | /ɾ/            | cara                         |
| Tt    | /t/            | ponta                        |
| Ww    | /w/            | what (língua inglesa)        |
| Xx    | /tʃ/           | tchau                        |
| Yy    | /ɨ/            | ты [ty] (língua russa)       |
| '     | /ʔ/            | uh-oh (língua inglesa)       |
| kʷ    | /kʷ/           | qual                         |

Além das letras apresentadas, é presente no sistema um acento gráfico, que é o til (~), utilizado para representar o grau de nasalização das vogais.

## Gramática
A estrutura gramatical utilizada pelos falantes da língua tapirapé é bastante abstrusa em relação ao falante do português, de forma que a separação entre as classes gramaticais é flexível e a grande maioria das palavras consideradas de uma classe podem ser utilizadas com uma função totalmente diferente. Nessa perspectiva, a análise linguística do tapirapé revela que a distinção entre fatores como o gênero e a classe gramatical de uma palavra é dependente da situação semântica, ou seja, do contexto, o que leva a separação em classes a depender também do contexto e ser feita, muitas vezes, de maneira analógica aos elementos mais habituais das línguas.
Esse sistema baseado na subjetividade e no contexto é comum a outras línguas Tupi-Guarani, sendo que o tapirapé apresenta uma certa afinidade gramatical com outras línguas do conjunto de famílias IV (Teneteharas), V (Xingus) e VI (Cauaíbe).

### Transcategoriais
Alguns morfemas se manifestam em diversas composições verbais, nominais e adverbiais, de forma a serem cabíveis a diversas categorias, ao mesmo tempo que não servem a apenas uma categoria da gramática tapirapé em específico. Os principais morfemas transcategoriais são:
- O sufixo referenciante (-a), herdado do Proto-Tupi, é utilizado para indicar a ideia complemento ou predicação em nomes ou objetos. Essa forma sufixal é constituída pelos alomorfos -a e -ø, que são empregados quando o tema termina em vogal ou em consoante, respectivamente.

- O prefixo relacional (r-) ocorre em diversas situações de temáticas nominais, verbais e posposicionais. A adição do prefixo insere um grau de hierarquia na frase, dando ao termo precedido pela partícula o papel de núcleo da frase, em um processo conhecido como marcação de núcleo. Seu uso é mandatório na estrutura de nomes relativos, a fim de indicar a relação, enquanto seu uso em nomes não-relativos é opcional. Esse prefixo possui 3 alomorfos: r-, que é empregado na maioria dos temas começados por vogal; ø-, que é empregado quando o termo começa com uma consoante e em casos isolados em que começa com uma vogal; e n-, que ocorre exclusivamente em alguns casos nos quais o morfema complementa uma palavra na 2ª pessoa do plural.

- O sufixo intensivo (-'o), muito pertinente na língua tapirapé, dá um grau de intensidade a nomes, pronomes, verbos e advérbios, podendo indicar aumentativo ou derivação nominal. Seus alofones usuais são -'o, para palavras terminadas em vogal, e -oo, para palavras terminadas em consoante.

- Em contraste com o sufixo intensivo, o sufixo (-'i)  indica anuidade, podendo ser empregado em diversas palavras de maneira a dar um grau diminutivo. Os alofones para palavras terminadas em vogal e consoante são, respectivamente, -'i e -i.

- O sufixo intensivo (-ete) ocorre apenas em partículas nominais e verbais. Enquanto o sufixo (-'o) indica aumentativo, o sufixo (-ete) dá ao termo referido um grau de veridicidade, reforçando a essência da palavra. Não há variações fonêmicas desse sufixo.

### Pronomes

#### Pronomes Pessoais
São 6 os tipos de marcadores de pessoa presentes no idioma dos Tapirapés, sendo três da primeira pessoa ([1sg] - singular, [1pli] - plural inclusivo e [1ple] - plural exclusivo), dois da segunda pessoa ([2sg] - singular e [2pl] - plural) e um para designar a terceira pessoa em geral, [3]. Cada tipo de marcador possui ainda, além de sua forma como pronome independente, 3 formas distintas denominadas Séries: Série I, Série II, Série III, sendo que as marcas de segunda pessoa apresentam uma quarta forma, na Série IV. Essas Séries são paradigmas dependentes do contexto nos quais se inserem:
|      | Independente | Série I | Série II          | Série III      | Série IV |
| ---- | ------------ | ------- | ----------------- | -------------- | -------- |
| 1sg  | ie           | ã-      | xe                | we- ~ wex-     | -        |
| 1pli | xane         | xi-     | xane              | xere- ~ xerex- | -        |
| 1ple | are          | ara-    | are               | ara- ~ arax-   | -        |
| 2sg  | ane          | ere-    | ne                | e- ~ ex-       | ara-     |
| 2pl  | peẽ          | pe-     | pe                | pexe- ~ pexex- | ãpa-     |
| 3    | -            | a-      | i- ~ ø- ~ t- ~ h- | a- ~ w-        | -        |

Os marcadores pessoais das Séries em geral aparecem na forma de prefixos, com exceção dos pronomes da primeira e da segunda pessoa da Série II, que são derivados diretamente dos pronomes pessoais independentes.
Os pronomes independentes são responsáveis por indicar as pessoas em referência, e são os únicos tipos de pronomes pessoais que podem distinguir número. Eles recebem o sufixo referenciante -a, são tônicos e utilizados como subjuntivos de função enfática nas orações adverbiais. Nessa categoria, o tapirapé não dispõe de pronomes para a terceira pessoa, sendo utilizado o morfema demonstrativo anafórico ã'ẽ (aquele de quem se fala) como um substituto.
Os pronomes pessoais pertencentes à Série I são utilizados exclusivamente em temas verbais. Essa categoria é utilizada, mais especificamente, para representar o sujeito de verbos intransitivos ativos e de verbos transitivos.
Os marcadores de pessoa da Série II têm seu uso direcionado tanto a temas verbais, nominais e posposicionais. Assim, sua função é principalmente a de complemento de posposições, podendo ser objeto de verbos transitivos, pronomes relativos e independentes.
Assim como os pronomes da Série II, os marcadores da Série III também podem ser utilizadas em situações verbais, nominais e posposicionais, a depender do contexto das frases. Nesse caso, os marcadores indicam igualdade entre a palavra sucessora e o sujeito, se esses estiverem em posições diferentes na frase. Ademais, a Série é utilizada em frases compostas por verbos de estado, também indicando o sujeito.
Nas demais formas de pronomes pessoais, o curso das ações de uma frase segue uma espécie de hierarquia, na qual a 1ª pessoa prevalece sobre a 2ª pessoa e esta prevalece sobre a 3ª pessoa. Os pronomes da Série IV são empregados quando há uma quebra dessa hierarquia, em específico quando o paciente (2ª pessoa) tem prevalência sintática sobre o agente (1ª pessoa). Assim, só são necessários prefixos para a segunda pessoa, que recai sobre o papel de paciente da frase.

#### Pronomes Demonstrativos
Os termos demonstrativos da língua tapirapé, assim como outras línguas da família Tupi-Guarani, têm funções variadas, podendo fazer referências a pessoas, objetos, tempo, espaço e elementos de um discurso. Em se tratando de pronomes, eles são divididos em espaciais e anafóricos.
Os demonstrativos espaciais tratam de objetos ou pessoas e sua distância física em relação ao falante ao ouvinte. Nesse quesito, há três categorias relativas à distância:
- Objeto próximo do falante (este ou esta, em português);
- Objeto distante do falante e próximo do ouvinte (esse ou essa, em português);
- Objeto distante do falante e do ouvinte (aquele ou aquela, em português).

Além desse critério, os morfemas demonstrativos espaciais também dependem da forma do objeto, havendo distinção de morfemas para objetos altos, compridos e redondos ou não contínuos (como uma árvore, um peixe e uma bola, respectivamente):
|          | Próximo do falante | Próximo apenas do ouvinte | Distante do falante e do ouvinte |
| -------- | ------------------ | ------------------------- | -------------------------------- |
| Alto     | ka                 | ekwe                      | kwe                              |
| Comprido | 'ã                 | epe                       | pe                               |
| Redondo  | 'ỹ                 | ewĩ                       | wĩ                               |

Essa categoria de formato também é aplicada em relação à posição do objeto, sendo que objetos em posição vertical enquadram-se no primeiro caso e objetos em posição vertical enquadram-se no segundo caso. Os demonstrativos do critério "redondo" podem simbolizar tanto objetos redondos quanto de formato ou posição difusa.
Além dessa forma de pronome demonstrativo, há a categoria na qual se situam os pronomes que não levam em conta a forma ou posição física do objeto, e sim esse objeto como uma ideia, algo já inserido no contexto da fala. São esses os demonstrativos anafóricos. Nesse contexto, há três pronomes nessa categoria:
- ã'ẽ é utilizado para fazer referência a algo já mencionado anteriormente, e pode ocorrer nas funções de sujeito e de complemento. Além dessas funções, o vocábulo pode exercer o papel de conectivo discursivo que introduz orações subordinadas e de "substituto" do pronome pessoal independente em 3ª pessoa, que não tem uma forma definida.
- emĩ geralmente é usado para indicar dualidade, ou seja, mencionar dois objetos em uma sentença. O termo possui, ainda, uma variação, que é o morfema mĩ, empregado quando o objeto referido não está próximo física ou psicologicamente do interlocutor.
- ãkaj representa um objeto do discurso que não foi mencionado em nenhum momento da conversa, porém é intrínseco ao conhecimento do falante e do ouvinte, ou seja, algo de conhecimento mútuo e dependente do contexto.

Verifica-se, ainda, que, com exceção do pronome ãkaj, os pronomes demonstrativos anafóricos podem ser complementados com os sufixos -gã, "singular", e -gỹ, "plural", a depender do caráter quantitativo do objeto.

#### Pronomes Interrogativos/Indefinidos
Há dois pronomes indefinidos na língua tapirapé, que também assumem o papel de pronomes interrogativos: ãwã (pessoa, ser humano) e ma'e (algo genérico, não necessariamente humano). Esses morfemas podem ser utilizados tanto como palavras independentes, fazendo o papel de pronome indefinido, quanto sucedidos pelas partículas tã'ẽ (ou tã) e pa, que lhes conferem o papel de pronome interrogativo.
Nesse contexto, o vocábulo tã'ẽ é o mais usual, enquanto o pa é uma partícula acompanhante e dependente do contexto, normalmente sendo mais utilizado para saudações e inícios de conversa.

#### Pronomes Possessivos
Apesar de não haver uma classe de palavras dedicada especificamente à ideia dos pronomes possessivos, estes geralmente apresentam-se na forma de adjuntos sufixais com função referencial. Assim, esses sufixos formam sintagmas com os complementos ou objetos nos quais se estabelece a relação de posse, de maneira que estes adquirem o papel de nomes relativos e os sufixos adquirem o papel arbitrário de pronomes possessivos.
Para as orações nas quais o complemento (nome no qual se estabelece a relação de pertinência) é um sintagma nominal ou um clítico pessoal da Série II, é adicionado o referencial transcategorial (r-); caso contrário, utiliza-se a variação i- do pronome pessoal de terceira pessoa da Série II ou o pronome da Série III em concordância com o objeto.

### Substantivos
A sistemática dos substantivos em tapirapé é paralela ao funcionamento dos pronomes nessa língua, o que explica a decisão de alguns linguistas de estudá-los como uma única classe gramatical, a dos nomes. Por isso, é viável fazer uma abordagem mais direcionada dos substantivos, levando em conta que estes compartilham as características apresentadas pelas palavras com função pronominal. Faz-se necessário reiterar que a definição de elementos como a classe e o gênero dessas palavras geralmente depende do contexto da conversa ou do evento no qual a língua é usada.

#### Flexão de Número
Na estrutura linguística do tapirapé, são três as maneiras mais usuais de exprimir a ideia de pluralidade de um substantivo quando esta não é indicada por um pronome:
- O uso do fenômeno da reduplicação, muito comum e produtivo em diversas classes gramaticais do idioma. Seu uso é mais voltado a expressar a ideia de pluralidade de objetos inanimados, sendo ainda uma das maneiras de expressar a multiplicidade de seres vivos.[31]
  - O emprego desse indicador de pluralidade em particular é também o causador de antigas derivações lexicais, sendo pykãpykãwa, "borboleta", e ãrõãrõ, "beleza", os exemplos mais conhecidos.
- O emprego do sufixo -agỹ ou -gỹ é o mais usual para demonstrar a pluralidade de seres animados, como animais e humanos. Além dessa utilidade, esse morfema possui outros usos mais específicos, como a indicação de companhia em sintagmas nominais (ou seja, indica que o sintagme se refere a quem acompanha algo ou alguém) e para se referir aos próprios Tapirapés, quando o morfema é o único elemento de um sintagma. Esse sufixo geralmente ocorre em função do sujeito da oração.[32]
- O sufixo -kwer transmite a ideia de "grupo", "coletivo", sendo usado para tratar de grupos de elementos.[32]

Geralmente não são necessários indicadores do singular, pois esta é a forma "padrão" da palavra. Contudo, caso necessário, pode ser empregada a partícula gã, "singular", que também ocorre em função do sujeito da oração.

#### Derivação
Na classe dos substantivos, a derivação gramatical é um fenômeno muito comum, que geralmente é efetuado por meio do emprego de afixos, mais comumente os sufixos.
Há dois tipos de derivação: a derivação de base nominal e a nominalização, sendo que esta última é dividida em quatro Atipos de nominalização deverbal e dois tipos de outras categorias.
- A derivação de base nominal ocorre quando um nome é derivado de outro nome. Esse tipo de derivação é efetuado plenamente pelo emprego dos sufixos transcategoriais -'o (indicador de intensidade) e -'i (indicador de atenuidade), podendo frequentemente indicar ideias diferentes a partir dos conceitos de aumentativo e de diminutivo, respectivamente.[35]
- O processo de nominalização, que é muito usual entre os Tapirapés, cria morfemas que são empregados exclusivamente como núcleos de sintagmas nominais.[36]
  - Os nomes deverbais surgem pelo emprego de quatro afixos distintos a bases verbais:[37]
    - Sufixo -ãw ou -tãw: esse sufixo geralmente constitui nomes relativos, e forma nomes que expressam a ideia de "processo", "instrumento" ou "local" em relação à raiz, que pode ser um verbo transitivo ou intransitivo.
    - Sufixo -ãr ou -tãr: esse morfema, que consiste na ideia de "nominalização do agente", é empregado em verbos transitivos, fazendo referência ao sujeito que realiza uma ação.
    - Sufixo -ipyr ou -pyr: em contraste com o sufixo -ãr ou -tãr, este morfema, também empregado em verbos transitivos, indica "nominalização passiva". A saber, os nomes formados com essa derivação indicam algo ou alguém que sofreu a ação indicada pelo verbo.
    - Prefixo emi-: constituindo a única exceção da derivação de substantivos em relação aos sufixos, esse prefixo indica "nominalização do agente". Assim, formam-se com esse afixo nomes relativos que indicam a ação e o agente dessa ação, necessariamente indicado pelo contexto.

  - Há, ainda, duas nominalizações que não se enquadram na categoria deverbial:
    - O sufixo -wãr, que indica circunstância, ocorre necessariamente com expressões adverbiais, e indica algo ou alguém relativo a essa expressão.[38]
    - O sufixo -ama'e ou -mae ("nominalização de predicado"), agente relativo, é anexado a predicados intransitivos. O nome derivado, que ocorre exclusivamente com entidades em terceira pessoa, indica algo ou alguém ao qual se atribui a ideia da base.[39]

| Base (tapirapé) | Base (português) | Nome derivado (tapirapé) | Nome derivado (português)      |
| --------------- | ---------------- | ------------------------ | ------------------------------ |
| xano            | aranha           | xano'o                   | ema (parece uma aranha grande) |
| wyrã            | pássaro          | wyrã'o                   | jaburu (pássaro grande)        |
| 'awãxi          | milho            | 'awãxi'i                 | arroz (versão menor do milho)  |
| wyrã            | pássaro          | wyrã'i                   | passarinho (espécie)           |

Faz-se presente o emprego dos sufixos -kwer e -rym, que denotam "passado nominal" e "futuro nominal", respectivamente. Esses casos em particular não mudam o significado de um substantivo, mas dão a ideia de algo que era ou que será esse substantivo, nessa ordem. Há, ainda, o uso dos sufixos -ryn e -ymyn para indicar algo similar a outro objeto e algo velho, respectivamente.

#### Relações de Posse
A ideia de posse de um substantivo é frequentemente expressa pelo emprego do sufixo referenciante transcategorial -a junto a um pronome pessoal ou outro substantivo (o possuidor), indicando uma relação de pertinência sobre o objeto ao qual se emprega o(s) afixo(s). Essa situação limita-se, no entanto, aos nomes relativos e aos nomes autônomos, havendo apenas situações excepcionais para os nomes absolutos.
Os nomes relativos, ou inalienavelmente possuídos, são aqueles que são acompanhados necessariamente da expressão referencial, mantendo uma relação intrínseca com esse morfema. Assim, em todos os nomes relativos há uma relação de posse. Inclui-se nessa categoria os membros do corpo, relações de parentesco, características dos seres vivos (como cheiros, rastros e sons) e alguns artefatos dos indígenas, como as redes.
Os nomes autônomos, ou alienavelmente possuídos, podem ou não ser acompanhados da expressão -a indicadora de posse. Nos substantivos dessa categoria, é possível estabelecer relações com um possuidor, mas não obrigatório, como no caso dos nomes relativos. Nessa categoria entram artefatos e adornos domésticos, armas, ferramentas e outros objetos presentes na cultura Tapirapé.
Na categoria dos nomes absolutos, contudo, não é possível estabelecer relações de posse por meio da partícula de referência. Enquadram-se nessa categoria elementos que em geral não costumam ser possuídos, como membros da comunidade, elementos e fenômenos da natureza e animais. Neste último caso, há uma exceção que diz respeito à posse de animais domésticos: é empregado o nome relativo eymãw, tornando possível criar a relação de posse em animais.

### Verbos
O conjunto de palavras pertencente à classe dos verbos em tapirapé é definido pela propriedade dessas palavras de serem capazes de receber os prefixos imperativos (e- para um interlocutor e pe- para mais de um interlocutor) e de passar pelo processo de nominalização deverbial (adota-se a capacidade de variar com -ãw e -tãw como base, pois essa variação é possível tanto para verbos transitivos quanto intransitivos).
Assim como nas classes dos pronomes e substantivos, os modificadores do verbo como indicadores de tempo, modo, aspecto e suas outras características variáveis podem aparecer como marcas no verbo ou marcas externas. Esses indicadores ocorrem de forma isolada, de maneira que o emprego de um tipo de indicador não afeta nem depende de outros.

#### Indicadores de Aspecto
As diversas variações no aspecto de um verbo em tapirapé podem ser marcadas de várias maneiras, sendo utilizados para isso os processos de reduplicação e de sufixação.
A reduplicação de um verbo pode indicar dois aspectos, um para a ação e um para o estado:
- iteração: o aspecto iterativo ou de repetição é marcado com a reduplicação de verbos ativos, demonstrando que a ação denotada pelo verbo é repetida várias vezes. Esse indicador de aspecto geralmente não deixa clara a duração da ação, o que, caso necessário, é exprimido pela adição de verbos intransitivos (ka, kow, kwãw - "estar" no singular, dual e plural, respectivamente) ou de verbos posicionais (xow, 'ỹj, pa'ym - "estar deitado", "estar sentado" e "estar em pé", respectivamente).
- intensificação: a reduplicação enfatiza a intensidade do estado que o verbo (descritivo) representa.

O sufixo de iminência, -exĩ, dá ao verbo um aspecto de iminência, ou seja, indica que a ação ou estado que o verbo apresenta está quase acontecendo.
O verbo intransitivo pãw, que significa "acabar" ou "terminar", está passando pelo processo de gramaticalização com o fim de ser usado como auxiliar. Assim, surge o sufixo -pãw, que indica a completude de um evento.
Esses dois sufixos podem, ainda, ocorrer de forma simultânea em um mesmo sintagma verbal, indicando que algo está "prestes a terminar", "quase acabando".

#### Indicadores Temporais e Evidencialidade
Os marcadores de tempo verbal não são tão complexos quanto os presentes no léxico português, geralmente marcando presença como partículas independentes que modificam o sentido temporal do verbo. Faz-se notar que o verbo é, pelo padrão, conjugado no presente, sem modificadores.
Noção de passado:
- A partícula rãka, "passado recente atestado", denota um evento que ocorreu há pouco tempo e que possui um certo teor de veracidade, pois foi algo presenciado ou vivenciado pelo locutor. Essa partícula é muito produtiva, sendo também usada como indicadora de aspecto verbal.
- A partícula kwee, "passado médio atestado", denota um evento que ocorreu há um tempo indeterminado, também com um teor de veracidade por conta do locutor. Assim como a partícula indicadora de "passado recente", ela também pode ser usada para indicar aspecto, porém seu uso como partícula temporal é mais comum.
- A partícula karãe (ou karamee), "passado remoto atestado", indica algo que ocorreu há um longo período de tempo, mas que possui um grau de veracidade pois o falante lembra-se de ter vivenciado a situação. Com isso, esse morfema é de uso muito comum para contar histórias e situações temporalmente mais distantes. Logo, essa partícula possui o mesmo valor semântico de rãka e kwee, sendo o valor temporal expressado o principal diferencial.
- rãkwee, que indica "passado médio não atestado", é o morfema utilizado para indicar que o falante não pode confirmar a veracidade de uma ação ou estado, mas tomou conhecimento dela por meio de outra pessoa.
- rãkã'ẽ indica "passado remoto não atestado". Assim como o termo rãkwee, também é utilizado para indicar quando o falante não pode confirmar a veracidade de um fato, diferindo deste no fato de que se trata de algo que aconteceu em tempos mais remotos.
- Como indicador direto da ideia de passado em si, há o termo rã'ẽ.[47]

Noção de futuro:
- A noção futura de um verbo é expressada pelo pronome demonstrativo espacial ekwe, "aquele/aquela", quando este é colocado na segunda posição de uma oração. Assim, o vocábulo adquire o sentido de "futuro iminente", algo que ainda não aconteceu mas pode acontecer a qualquer momento próximo.[48]
- A partícula ne, indicadora direta da ideia de "futuro", é empregada no final de uma sentença para que esta tenha seu tempo verbal alterado. Surge, como subproduto do uso dessa partícula, um teor de incerteza em relação à ação (ou estado) apresentada no verbo.[47]

Com isso, conclui-se que há, em especial nas expressões marcadoras do passado, um teor subjuntivo, no qual a evidencialidade do fato contado é um fator relevante. Mesmo em tempos verbais onde essa marcação não é presente, ainda é possível aplicar um teor de veracidade, por intermédio do morfema transcategorial -ete.
Há, ainda, as partículas tanã e rõ'õ, que também transmitem a ideia de confiabilidade de uma informação:
- tanã é utilizado quando a informação é certificada pelo falante.[50]
- rõ'õ é utilizado quando se quer dar a ideia de que o conteúdo falado não foi certificado pelo falante, dando o peso dessa veracidade a terceiros.[51]
- Adicionalmente, há a ocorrência da partícula ke, ou ike, que expressa a ideia de dúvida em relação à veracidade de um fato. Ou seja, o falante discorre sobre o fato, mas deixa claro que não pode confirmar se ele é verídico.[50]

#### Modos Verbais
A análise modal das orações em tapirapé é relativamente simples, com o emprego de afixos nos verbos atuando como uma forma de indicação.
O modo indicativo apresenta duas formas principais, que são o indicativo 1 e o indicativo 2. A forma "padrão" dos verbos, e a que corresponde ao indicativo presente no português, é o indicativo 1. Nessa lógica, o indicativo 2 manifesta-se como um caso especial: em orações principais de sujeito e verbo na terceira pessoa, pode ocorrer a inversão da ordem usual das palavras, de maneira que uma expressão adverbial inicia a sentença. O modo indicativo 2 é marcado pelo sufixo -i (ou -ø) no verbo principal, e passa a apresentar um alinhamento ergativo.
O modo subjuntivo de um verbo é indicado pelo morfema -ãramõ. Assim, a oração que contém o verbo sucedido por esse morfema atua como condição que desencadeia um evento indicado por outro verbo. Contrariando o padrão usual de uma ou duas formas, esse morfema apresenta 4 variações: -ãramõ e -amõ, que variam livremente entre si em verbos terminados em consoante, e -ramõ e -mõ, que variam livremente entre si após verbos terminados em vogal.
Há, paralelamente, a indicação de construções lexicais no modo consecutivo, que ocorre com a introdução do sufixo -ire (ou -re) no verbo. Exclui-se, no entanto, a possibilidade de utilizar essa construção em verbos descritivos.
O modo imperativo ocorre com a introdução dos morfemas e- ou ere- para um interlocutor no singular [2sg], e pe- ou pexe- para múltiplos interlocutores [2pl]. O emprego dos prefixos ere- e pexe- permite, ainda, a adição da partícula clítica ewi após a construção verbal, para indicar a negação de uma oração imperativa.

### Sentença
A língua tapirapé tem uma estrutura bastante flexível, fortemente baseada no significado que os sintagmas adquirem em virtude de seus prefixos e sufixos e, principalmente, no contexto da conversa. Nota-se uma forte influência da oralidade na estrutura gramatical dessa língua, o que justifica a possibilidade de uma grande variedade de ordens frasais sem prejuízo no significado das ideias a serem transmitidas.
Assim como em outras línguas Tupi-Guarani, no tapirapé também é verificada uma "dupla oposição" entre os conjuntos nome-verbo e argumento-predicado, ou seja, nomes e verbos podem exercer a função de predicado ou de argumento, o que pode levar a ambiguidades na definição do que são nomes e do que são verbos. Essa distinção pode ser feita de uma maneira sistemática, como supracitado, por meio de características mais comuns a uma classe de palavras do que a outra, como a presença dos morfemas imperativos. Dessa maneira, torna-se possível formular construções sentenciais possíveis e identificar aquelas que ocorrem mais comumente na fala dos Tapirapés.
A construção frasal mais comum na fala dos Tapirapés é a SVO (Sujeito-Verbo-Objeto), que é considerada por muitos estudiosos e alguns docentes Tapirapés a única construção gramaticalmente correta na língua. Porém, essa ordem é arbitrária, visto que a oralidade da língua permite que outras ordens também sejam utilizadas sem prejuízo de sentido. Com isso, apesar de as ordens SVO e OVS (Objeto-Verbo-Sujeito) serem as mais usuais, todas as outras configurações possíveis também são utilizadas na fala cotidiana dos Tapirapés. Exemplos:
| Ordenação (1-2-3) | Construção Frasal | Construção Frasal | Construção Frasal | Tradução para o português |
| Ordenação (1-2-3) | 1                 | 2                 | 3                 | Tradução para o português |
| ----------------- | ----------------- | ----------------- | ----------------- | ------------------------- |
| 1S 2V 3O          | Kono              | amim              | xepã'yra          | Kono escondeu meu colar   |
| 1O 2V 3S          | xãwãroopypara     | aixãk             | Xãri'i            | Xãri'i viu rastro de onça |
| 1S 2O 3V          | xeamõja           | yro               | aãpakãto          | Meu avô fez bem cesto     |

(Nota: na tabela acima, as letras S, V e O identificam, respectivamente, os sintagmas de sujeito, de verbo e de objeto.)

## Vocabulário
O inventário de vocábulos da língua tapirapé é, assim como em outras línguas indígenas, voltado para o contexto dos seus falantes: nota-se uma grande influência dos elementos da natureza e das aldeias nas falas dos Tapirapés. Nesse sentido, a crescente interferência dos homens "estrangeiros" na vida da etnia Tapirapé está levando a uma série de neologismos na língua, sendo crescente o esforço dos professores das aldeias para minimizar a influência da língua portuguesa no vocabulário dos Tapirapés.

### Histórias em tapirapé

#### Ware Paragetã (História de Ware)
Texto original:

Ware ro’õ raka’ẽ aakwapetym ’ota. A’e ro’õ raka’ẽ tekawioxe ’ota awaema ixope Axygoo:

- Tywã, tywã! E’i ro’õ ixope. Ma’ere pã ereka wã? E’i ro’õ ixope.
- Ma’era mõ pa’ẽ wã, kwaxi ‘ã ’op kwi! E’i ro’õ. Exat exoopita eawo ixope! E’i ro’õ.
- Ynĩ, ane tywã! E’i ro’õ ixope. Tamakaxym ie xerexeope ne! E’i ro’õ ixope.
- Ynĩ, ane tywã! E’i ro’õ ixope. Eremanaakãt rapa amõ! E’i ro’õ ixope. Eremanaakãt rapa tamakaxym ie ne, taximaxa’ak! E’i ro’õ ixope.
A’eramõ ro’õ:

- Ne! E’i ro’õ Ware. Axoopita, wĩ aawo ’yna kwaxi iapiwo. 
Texto traduzido para o português:

Ware estava caçando quatis. Ele estava cercando os quatis em cima de uma árvore. Aí por acaso chegou Axygoo e perguntou:

- Éhh! Amigo, o que você está fazendo aí?
- Tem muito quati aqui, rapaz! Sobe lá em cima para cutucar eles, disse Ware.
- Eu não. Sobe você, meu amigo! Você faz eles descerem que eu os matarei aqui em baixo.
- Eu não. Vai você!
- Eu não. Vai você, senão você vai deixar escapar alguns. Eu vou matar todos para nós repartimos depois.
Então Ware concordou:
- Está bom!

Ware subiu e ficou cutucando os quatis. 

#### Ka'io Parageta (História do Macaco)
Texto original:

Maakotawa mo ro'o raka'e ta'yrat. A'e ro'o raka'e taxa:

- Te'i axeapawo, e'i ixope. A'e ramo ro'o raka'e ipitowi iryna. A'e ro'o raka'e gy a'apokaj axaope.
- Pexe ka'i mo ximot kyy? axawo. A'e ramo ro'o raka'e ia ka'io katy.
A'e ro'o raka'e myaopekato amaapyaka taxa.

- Ape'ywao xewi awajxakawyjme pa ka gy ia xewi ka'i katy ma'e.
Texto traduzido para o português:

Nasceu o filho de um dos homens de Maakotawa. Então a sogra quis que ele se enfeitasse para sair. Ele se enfeitou e saiu. Na nossa vida, quando nasce um filho não podemos fazer nada; nem comer carne, só beber cauim.

Então a sogra estava vendo os outros sairem para matar macaco. E a sogra queria que o pai do nenê fosse junto matar macaco também. Mas a mulher dele não queria deixar ele ir junto. Porque nessa vida, o Myaopekato não era pra sair para lugar nenhum. Mas, como a sogra queria comer macaco, então ele foi e chegou lá junto onde estava o macaco, numa árvore muito alta.

### Sistema de Numeração
| Valor numérico | Por extenso (Português) | Por extenso (Tapirapé) | Significado literal (Tapirapé) |
| -------------- | ----------------------- | ---------------------- | ------------------------------ |
| 1              | um                      | mãxepe, ãxepe          | um                             |
| 2              | dois                    | mokõj                  | dois                           |
| 3              | três                    | maãpyr                 | três                           |
| 4              | quatro                  | xãirõ                  | quatro                         |
| 5              | cinco                   | mãxepe pa              | uma mão                        |
| 6              | seis                    | maãpyãpyr              | três (+) três                  |
| 7              | sete                    | mãxepe pa mokõj        | uma mão (+) dois               |
| 8              | oito                    | mãxepe pa maãpyr       | uma mão (+) três               |
| 9              | nove                    | mokõj pa exĩ           | quase duas mãos                |
| 10             | dez                     | mokõj pa               | duas mãos                      |
| 11             | onze                    | mokõj pa mãxepe        | duas mãos (+) um               |

O sistema de numeração tapirapé utiliza a base 5, tomando a mão (cinco dedos) como unidade da base numérica. Assim, valores de 1 até 4 recebem nomes específicos, valores de 5 a 9 recebem a notação de uma mão (5) mais as unidades restantes para completar o valor numérico. Valores a partir de 10 recebem a notação de duas mãos (10) mais as unidades restantes, e assim por diante. As duas exceções a essa regra são os números 6 (nesse caso a palavra é a reduplicação do valor 3, indicando que esse é o dobro de 3) e 9 (é basicamente o valor 10 acrescido da partícula exĩ, que indica iminência; é um valor na "iminência de ser 10", "quase 10", ou seja, 9).